# Walter Wardlaw
Walter Wardlaw (Escocia, c. 1320 - c. 1387) fue un eclesiástico católico escocés, obispo de Glasgow y cardenal. 
Probablemente hijo de Henry Wardlaw, barón de Wilton, y de Mary Stewart, que estaba emparentada con la familia real, fue canónigo de Glasgow, y párroco de Dunino y de Errol antes de doctorarse en teología c. 1358 en la Universidad de París. 
Arcediano de Lothian, canónigo de Aberdeen, Moray y Ross, secretario del rey David II desde 1363 y obispo de Glasgow desde 1367, perdió influencia en la corte escocesa desde el ascenso al trono de Roberto II en 1371, permaneciendo durante los años siguientes en la corte papal de Gregorio XI en Aviñón. 
En los difíciles años del Gran Cisma de Occidente, Clemente VII le creó cardenal en el consistorio celebrado en diciembre de 1383, aunque nunca llegó a recibir el titulus; fue el primer cardenal de origen escocés, reteniendo in commendam la administración de su diócesis. Se desconoce la fecha exacta de su muerte, que diversos autores datan entre 1387 y 1390.